# José Reynaldo Bencosme de Leon
José Reynaldo Bencosme de Leon (ur. 16 maja 1992 w Concepción de La Vega) – pochodzący z Dominikany włoski lekkoatleta specjalizujący się w biegu na 400 metrów przez płotki.
Pierwsze międzynarodowe sukcesy odniósł w 2009 roku kiedy to zdobył brąz mistrzostw świata juniorów młodszych, srebro olimpijskiego festiwalu młodzieży Europy oraz złoto gimnazjady. Podczas mistrzostw świata juniorów w Moncton (2010) dotarł do półfinału. W 2011 wywalczył brązowy medal mistrzostw Europy juniorów. Uczestnik mistrzostw Europy w Amsterdamie (2016), w których dotarł do półfinału biegu płotkarskiego na 400 metrów.
Okazjonalnie występuje m.in. w biegach rozstawnych 4 × 400 metrów.
Medalista seniorskich mistrzostw Włoch ma w dorobku dwa złote medale (Turyn 2011 i Bressanone 2012).
Rekord życiowy (płotki seniorskie): 49,22 (22 lipca 2017, Orvieto). Zawodnik 13 czerwca 2009 w Cuneo wynikiem 51,50 ustanowił rekord Włoch kadetów w biegu przez płotki o wysokości 84 centymetrów.

## Osiągnięcia
| Rok  | Impreza                                 | Miejsce    | Lokata     | Wynik |
| ---- | --------------------------------------- | ---------- | ---------- | ----- |
| 2009 | Mistrzostwa świata juniorów młodszych   | Bressanone | 3. miejsce | 51,74 |
| 2009 | Olimpijski festiwal młodzieży Europy    | Tampere    | 2. miejsce | 52,27 |
| 2009 | Gimnazjada                              | Doha       | 1. miejsce | 51,76 |
| 2010 | Mistrzostwa świata juniorów             | Moncton    | półfinał   | 52,15 |
| 2011 | Mistrzostwa Europy juniorów             | Tallinn    | 3. miejsce | 50,30 |
| 2012 | Mistrzostwa Europy                      | Helsinki   | eliminacje | DQ    |
| 2012 | Igrzyska olimpijskie                    | Londyn     | półfinał   | 50,07 |
| 2016 | Mistrzostwa Europy                      | Amsterdam  | półfinał   | 49,77 |
| 2017 | Superliga drużynowych mistrzostw Europy | Lille      | 4. miejsce | 49,85 |
| 2018 | Mistrzostwa Europy                      | Berlin     | półfinał   | 49,86 |
| 2022 | Mistrzostwa Europy                      | Monachium  | półfinał   | 49,50 |